# فاني هاو
فاني هاو (بالإنجليزية: Fanny Howe)‏ (15 أكتوبر 1940 في بوفالو، نيويورك - 8 يوليو 2025) كاتِبة، وروائية، وشاعرة، وكاتبة للأطفال من الولايات المتحدة.

## الجوائز
- زمالة غوغنهايم